# Corbarieu
Corbarieu is een gemeente in het Franse departement Tarn-et-Garonne (regio Occitanie). De gemeente telde op 1 januari 2022 1.707 inwoners. De plaats maakt deel uit van het arrondissement Montauban en van het gemeentelijk samenwerkingsverband Communauté d’Agglomération de Grand Montauban.
Buiten het dorpscentrum ligt het château de Beaudesert.

## Geografie
De oppervlakte van Corbarieu bedraagt 13,0 km², de bevolkingsdichtheid is 102,8 inwoners per km². De gemeente ligt op de rechteroever van de Tarn op acht kilometer van Montauban.
De onderstaande kaart toont de ligging van Corbarieu met de belangrijkste infrastructuur en aangrenzende gemeenten.

## Demografie
In 1946 telde de gemeente 358 inwoners.
Onderstaande figuur toont het verloop van het inwonertal (bron: INSEE-tellingen).